# ADSL nu
 (mai 2024).
 (mai 2024).
L’ADSL nu est une offre de France Telecom permettant aux opérateurs alternatifs de proposer un accès ADSL à leurs abonnés.[Quand ?]

## Description
Dans l'offre « ADSL nu », la bande de fréquence haute pour l'ADSL est utilisée par France Télécom pour fournir un accès ADSL mis à la disposition de l'opérateur alternatif pour l'accès Internet et les services annexes comme la téléphonie.
Pour la bande de fréquence basse, le client final n'a plus l'obligation de souscrire un contrat de téléphonie analogique avec l'opérateur France Télécom qui gère le câblage.
C'est ce qui différencie cette offre de l'offre non dégroupée classique.
Le client final peut, s'il le souhaite, prendre un contrat de téléphonie sur IP avec son opérateur alternatif. Il ne paye plus d'abonnement à France Télécom (environ 18 € / mois).
Ce n'est pas une offre de dégroupage.

## Autres données
Au quatrième trimestre 2011, le groupe France Telecom dispose en France de 4744 milliers de clients en o/w naked ADSL, et 1115 milliers de clients en bitstream naked ADSL.